# 国际无线电科学联盟
国际无线电科学联盟 (法語：l'Union Radio-Scientifique Internationale, URSI) 是26个隶属于国际科学理事会之一的国际科学联合成员。

## 历史和目标
国际无线电科学联盟正式创立于1919年,其最开始目的是(鼓励“无线电报的科学研究,尤其是那些需要国际合作的”)，现在已经扩大到包括所有的无线电科学,从电信,射电天文学,雷达被动对象信息获取，研究遥远的物体受激或自发地发出辐射、生物效应的电磁辐射和研究对象射电波段的活跃变化,从甚低频到光学领域。

## 委员会
- 委员会 A: 电磁计量
- 委员会 B: 场与波
- 委员会 C: 无线电通讯系统和信号处理
- 委员会 D: 电子和光子
- 委员会 E: 电磁环境和干扰
- 委员会 F: 波传播和遥感
- 委员会 G: 电离层广播和传播
- 委员会 H: 波在等离子体
- 委员会 J: 射电天文
- 委员会 K: 生物学和医学的电磁学

一些委员会是从事国际项目和其他国际组织的合作,例如与太空研究委员会在项目国际参考电离层的合作。